# Southminster
Southminster ist eine ca. 4.500 Einwohner zählende Kleinstadt und eine Verwaltungseinheit (Civil parish) im District Maldon im Osten der Grafschaft Essex im Südosten Englands.

## Lage und Klima
Southminster liegt in einer Höhe von ca. 20 m im Zentrum der Dengie-Halbinsel und ist ca. 32 km in südöstlicher Richtung von Chelmsford entfernt. Das Klima ist gemäßigt; Regen (ca. 600 mm/Jahr) fällt übers Jahr verteilt.

## Wirtschaft
Das Gebiet der Dengie-Halbinsel ist traditionell landwirtschaftlich geprägt, wobei die Viehzucht eine dominierende Rolle spielt. Außerdem hat der Wandertourismus an Bedeutung zugenommen.

## Geschichte
Southminster wurde im Jahr 1086 im Domesday Book als Sudmunstra erwähnt. Im Jahr 1889 wurde der Ort über die Crouch Valley line an das englische Eisenbahnnetz angeschlossen.

## Sehenswürdigkeiten
- Die einschiffige St Leonard’s Church entstand im 12. Jahrhundert; einige römische Ziegelsteine aus dem ca. 15 km nordöstlich gelegenen römischen Kastell Othona wurden beim Bau wiederverwendet. Im 15. Jahrhundert erhielt die Kirche jedoch weitgehend ihr heutiges Aussehen – das Kirchenschiff (nave) wurde erhöht, die Fenster erneuert und ein spätgotisches Portal (porch) auf der Nordseite hinzugefügt; außerdem wurde der Glockenturm (bell tower) durch einen mehrfach gestuften Strebepfeiler (buttress) gesichert. Im frühen 20. Jahrhundert wurden Apsis (apse) und Querhaus (transept) abgerissen und neugestaltet.[2]
- Im Ort steht auch ein Kirchenneubau der United Reformed Church.
- Außerdem finden sich 2 Wohnhäuser aus dem 17./18. Jahrhundert.